# Cumal
In het vroegmiddeleeuwse Ierland was de cumal een monetaire eenheid en tevens een oppervlaktemaat. Het woord cumal was van oorsprong een voor-Keltisch woord voor slavin. 

## Etymologie
Het woord cumal heeft waarschijnlijk geen Indo-Europese oorsprong. Het is vermoedelijk overgenomen van de cultuur die Ierland bevolkte vóór de komst van de Kelten. Een mannelijke slag werd mug genoemd. Na 1100 werden vrouwelijke slaven niet meer als cumal aangeduid, maar als mna of banmog.

## Als monetaire eenheid
Als geld was de cumal de hoogste eenheid, gelijk aan zes tot acht séts of drie ounce zilver. Een sét was drie tot acht melkkoeien waard. In de historische periode vanaf ca. 600 was de cumal slechts een rekeneenheid; hoewel slavernij wijdverspreid was, vonden daadwerkelijke betalingen vaker plaats in vee, zilver of graan.
De reden waarom alleen slavinnen, niet slaven in het algemeen, hun naam aan geld leenden, is onderwerp van veel discussie geweest. Volgens één theorie zouden de vroege Indo-Europeanen geen mannelijke slaven gekend hebben voordat zij tot oorlogvoering overgingen en krijgsgevangenen tot slaaf maakten; maar het bestaan van zeer oude Indo-Europese woorden voor oorlog doet deze theorie wankelen. Het oud-Ierse wetboek Bretha im Fhuillemu Gell suggereert dat een cumal eerst een maat voor waarde was, die daarna overging op slavinnen van dergelijke waarde, maar deze etymologie is volgens Eska waarschijnlijk omgekeerd. Graeber verbindt het gebruik van slavinnen als geldeenheid aan het uitgebreide Ierse systeem van eer en compensatie voor schending daarvan, wat de primaire functie van het oud-Ierse geld was. Hij vergelijkt dit gebruik met de erecode van naburig Wales, waarin verwonding van een abt bestraft werd met betaling van weergeld én het afstaan van een vrouwelijk familielid als (levenslang) wasvrouw voor de abt, dus feitelijk als slavin. Hij duidt dit als een overdracht van eer, die (voor mannen) gemeten werd in het aantal vrouwen dat men beschermde.

## Oppervlaktemaat
Als oppervlaktemaat werd ook wel gesproken van cumal-land of tir-cumaile, wat overeenkwam met 34 acre of ongeveer 14 hectare.